# Kościół ewangelicki w Sárvárze
Kościół ewangelicki (węg. Evangélikus templom) – protestancka świątynia parafialna znajdująca się w węgierskim mieście Sárvár.

## Historia
Kościół wzniesiono w 1794, zgodnie z dekretem cesarskim kościół nie posiadał wieży. W większości był budynkiem drewnianym. Świątynia spłonęła 3 maja 1829, prócz samego kościoła zniszczona została również plebania oraz szkoła wyznaniowa. Odbudowę rozpoczęto wiosną 1834, a gotowy budynek konsekrowano 17 lipca 1836. 

## Architektura i wyposażenie
Świątynia klasycystyczna, jednonawowa, zaprojektowana przez Sámuela Geschreya. Fasadę zdobią cztery półkolumny zwieńczone doryckimi kapitelami, dźwigające naczółek, za którym znajduje się wieża. Wnętrze zdobi ołtarz z obrazem umieszczonym w nim w 1858. Przedstawia on ukrzyżowanego Jezusa w otoczeniu Marii z Nazaretu, Marii Magdaleny, Marii Kleofasowej, św. Jana Ewangelisty oraz rzymskiego żołnierza. Na emporze znajdują się organy z 1851 roku, wykonane przez Alberta Dornera z Szombathely. Ściany są okryte białym tynkiem wapiennym, lecz prawdopodobnie oryginalnie były przyozdobione freskami.

## Galeria

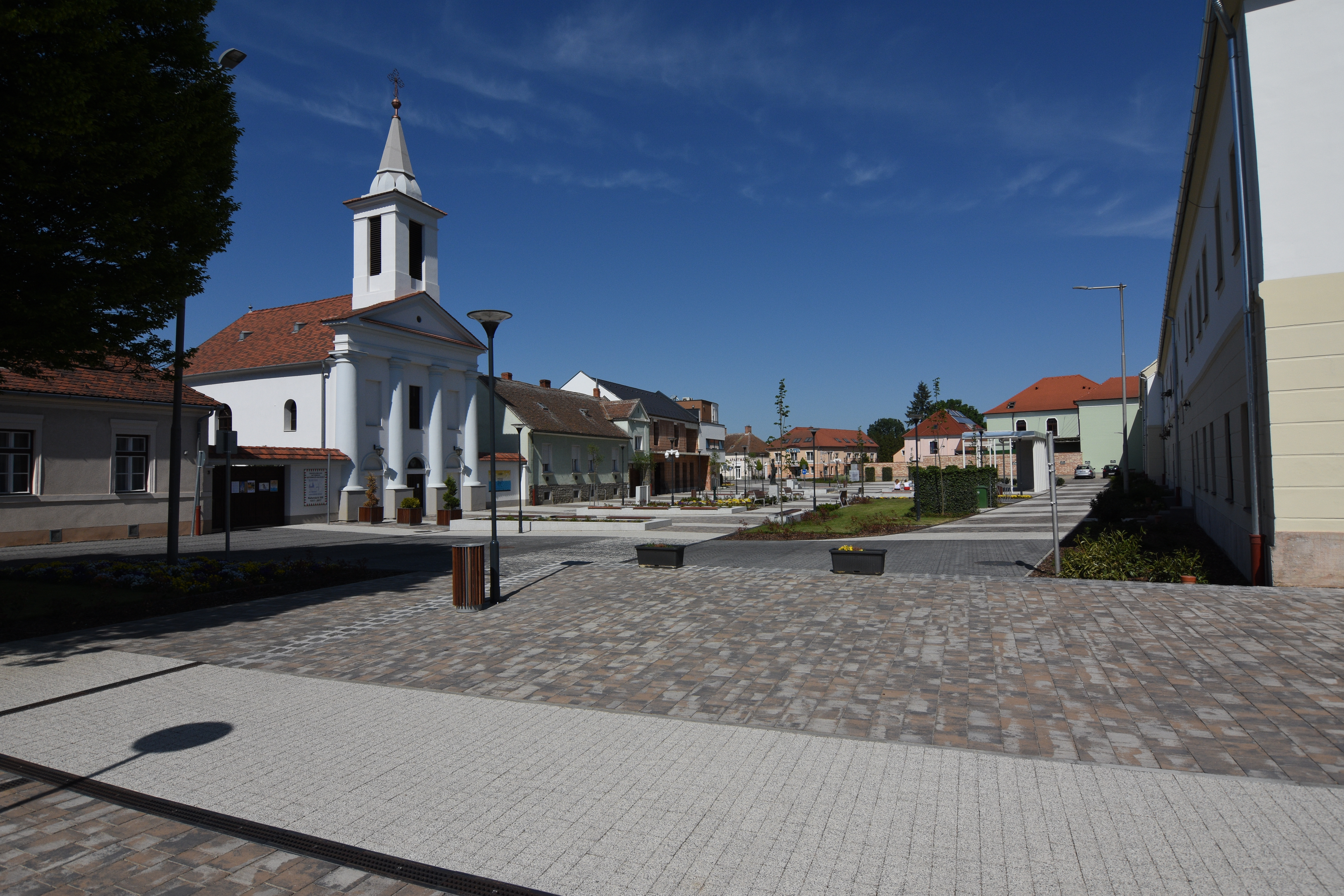
Plac przed kościołem
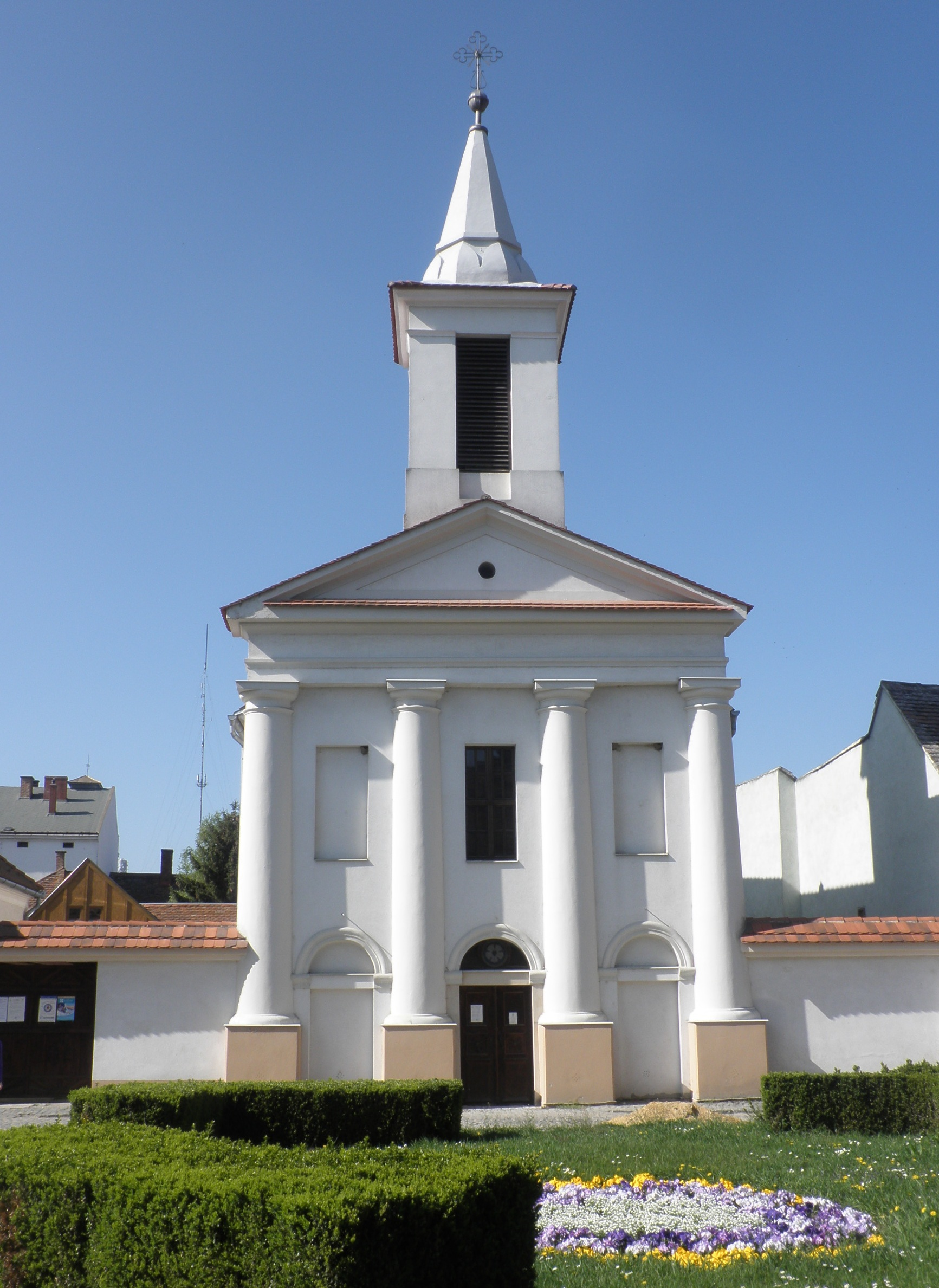
Fasada
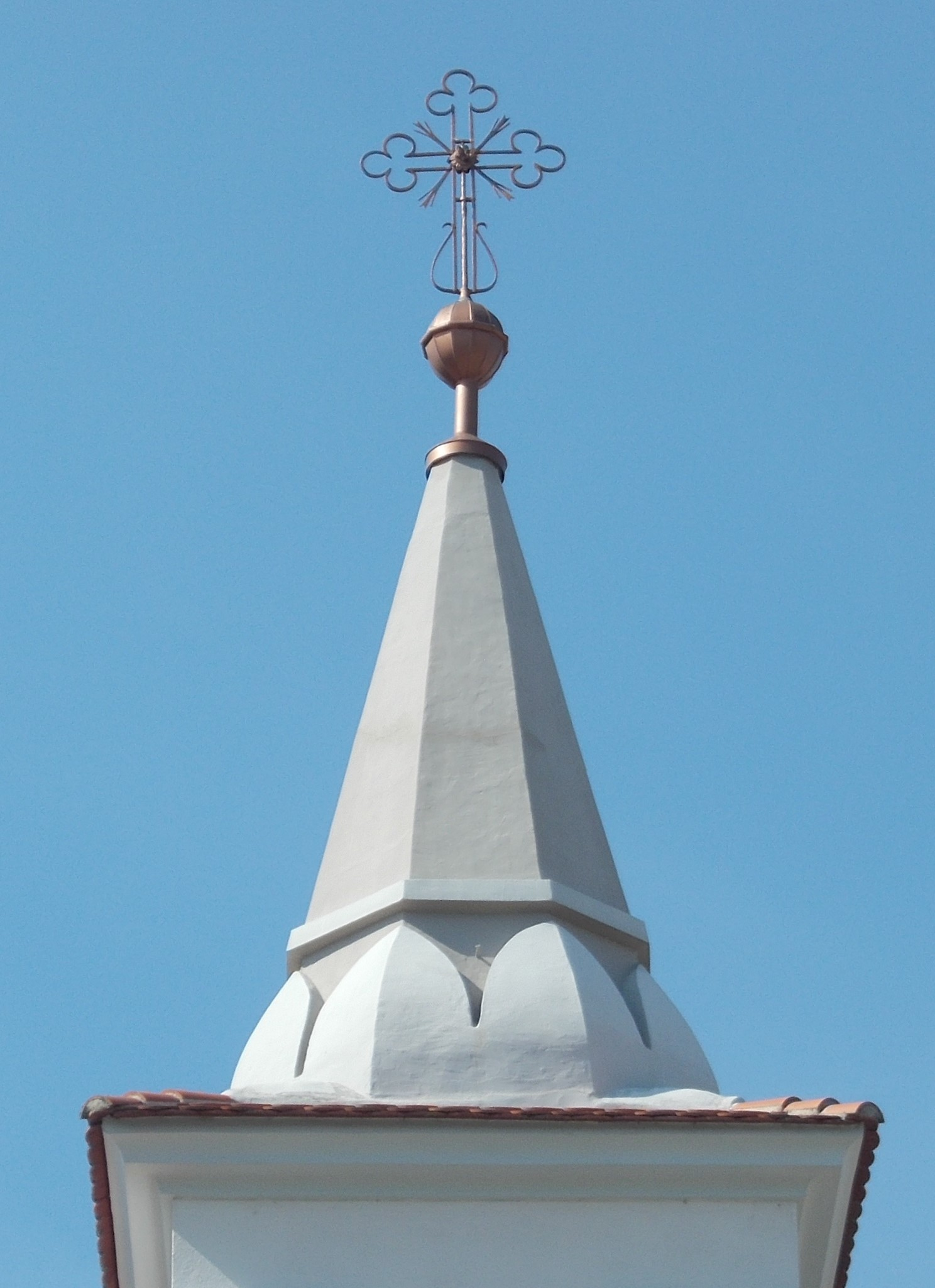
Hełm wieży